# Falklandia (spinnen)
Falklandia is een monotypisch geslacht van spinnen uit de  familie van de Orsolobidae.

## Soort
- Falklandia rumbolli Schiapelli & Gerschman, 1974